# مهرآباد (دلفان)
مهرآباد یا مهرآباد توده رود روستایی در دهستان کاکاوند شرقی بخش کاکاوند شهرستان دلفان استان لرستان ایران است.

## جمعیت
بر پایه سرشماری عمومی نفوس و مسکن در سال ۱۳۹۵ جمعیت این روستا ۳۴ نفر (۱۲خانوار) بوده‌است.